# Comuna Pușkine, Sovietskîi
Pușkine (în ucraineană Пушкіне) este o comună în raionul Sovietskîi, Republica Autonomă Crimeea, Ucraina, formată din satele Lazarivka, Makivka și Pușkine (reședința).

## Demografie
Componența lingvistică a comunei Pușkine
     Rusă (47,47%)
     Tătară crimeeană (36,35%)
     Ucraineană (14,87%)
     Alte limbi (0,72%)
Conform recensământului din 2001, nu exista o limbă vorbită de majoritatea populației, aceasta fiind compusă din vorbitori de rusă (47,47%), tătară crimeeană (36,35%) și ucraineană (14,87%).